# Суміші кольорового вогню
Суміші кольорового вогню — піротехнічні суміші червоного, рожевого, оранжевого, жовтого, зеленого, синього, фіолетового і місячно-білого вогню.
В склад сумішей кольорових вогнів входять такі компоненти: 1.Окислювач; 2.Пальне; 3.Речовини, які забарвлюють полум'я у характерний колір; 4.Цементатор. Крім того, в склад сумішей можуть вводити: 5.Речовини, які підвищують насиченість полум'я; 6.Речовини, які підвищують яскравість полум'я.
Окислювачами повинні бути солі того металу, сполуки якого забезпечують потрібне забарвлення полум'я: в сумішах жовтих вогнів - солі натрію, в зелених - солі барію і т.д. Окислювачем може служити сіль іншого металу, при цьому продукти її розпаду повинні слабо випромінювати в полум'ї. Такими окислювачами найчастіше служать солі калію: KNO3, KClO3, KClO4. Органічне пальне та цементатори не повинні шкодити забарвленню полум'я. Ідеальним органічним пальним могло б бути пальне, яке при горінні давало б майже безбарвне полум'я. Такими речовинами можуть служити органічні сполуки, які містять не менше 50% кисню. Найкращими цементаторами для сумішей кольорових вогнів є шелак та ідітол.
Для одержання жовтого полум'я в піротехніці використовують тільки атомарне випромінювання натрію. Солі натрію, які використовують для цієї цілі, повинні легко дисоціювати при невисоких температурах, мати великий вміст натрію і бути негігроскопічним. Найчастіше використовують оксалат натрію, кріоліт, фторид натрію, кремнефтористий натрій, рідше нітрат і карбонат натрію.
Одержання червоного полум'я здійснюється виключно введенням в суміш сполук стронцію (нітрату, карбонату, оксалату, рідше хлориду стронцію). Побудова сумішей здійснюється на основі випромінювання SrO або SrCl, причому випромінювання останнього інтенсивніше і довжина хвилі випромінювання лежить ближче до крайньої червоної частини спектра.
Суміші зеленого вогню отримують на основі випромінювання сполук барію (нітрату та карбонату барію, рідше хлорату і хлориду барію). Для одержання чистого зеленого полум'я використовують випромінювання монохлориду барію (BaCl), через це в суміші зеленого вогню обов'язково повинні входити хлормісні сполуки. Відомі також суміші зеленого вогню, які містять сполуки бору і міді.
Сине полум'я отримують на основі випромінювання монохлориду міді CuCl. Присутність в полум'ї сполук міді надає йому синє або зелене забарвлення. Колір полум'я у цьому випадку залежить від взятої мідної сполуки, температури полум'я і його відновної здатності. Синє випромінювання CuCl може бути одержане лише у відновній зоні і при температурах не вище 1000-1200 °C. В склад сумішей синього вогню повинні входити хлорорганічні солуки. В сумішах синього вогню використовують такі речовини: малахіт - CuCO3·Cu(OH)2, азурит, гірську синь - 2CuCO3·Cu(OH)2, сульфіди міді, оксид міді (ІІ), роданід і хлорид міді (І), а також металічну мідь.
Суміші рожевих вогнів одержують на основі випромінювання сполук кальцію. Принципи побудови таких сумішей базуються на одночасному випромінюванні сполук кальцію або стронцію з мідю. Змінюючи співвідношення між вищезгаданими сполуками у суміші можна отримати різноманітні відтінки полум'я. Колір останнього може змінюватись від бузкового до фіолетового. Подібно сумішам фіолетового вогню будують суміші оранжевого вогню. У цьому випадку барвниками полум'я є суміш солей кальцію або стронцію і натрію.
Суміші білого вогню можуть випромінювати світло при двох основних процесах: температурному світінні (теплове випромінювання абсолютно чорного тіла) та молекулярному випромінюванні. Температурне світіння має місце у випадку нагрівання в полум'ї твердих тіл або рідких частинок до високої температури. На практиці яскраве біле полум'я одержують введенням в суміші порошків магнію, алюмінію або їх сплавів. Біле полум'я можна одержати, спалюючи суміш, яка є сумою сумішей червоного та зеленого вогню.
Старі рецепти сумішей кольорового вогню містили окислювач - хлорат калію (бертолетову сіль), пальне - сірку, вугілля, цементатор - смолу, барвник полум'я - солі окислювачі (нітрати барію або стронцію) та "негорючі" солі (карбонати, оксалати натрію, барію, стронцію, кальцію, міді) і т.д. Наприклад, KClO3 - 50-60%, MeCO3 - 15-20%, S - 15-25%. Такі суміші є вибухонебезпечними і при горінні дають багато диму. Зменшити вибухові властивості можна, замінивши хлорат калію на нітрат або/й перхлорат відповідного металу. Наприклад, Ba(NO3)2 (Sr(NO3)2) - 30-55%, KClO4 - 0-20%, Mg - 20-40%, хлорвмісна смола (ПВХ, ПВДХ) - 20-30%. Зменшити димність суміші можна, замінивши частину окислювача на перхлорат амонію. Добрими світловими характеристиками володіють суміші на основі піроксиліну, колоксиліну, барвників полум'я та порошків магнію або його сплавів.